# 崔秀彬
崔秀彬（： Choi Soo-bin，2000年12月5日—），藝名為SOOBIN（韓語：수빈）。韓國男歌手，為韓國男子團體TOMORROW X TOGETHER成員，在團內擔任隊長。2019年3月4日，以迷你專輯《The Dream Chapter: STAR》在韓國出道。2020年1月15日，以日本出道單曲《MAGIC HOUR》在日本出道。

## 生涯

### 早年
崔秀彬出生於京畿道安山市常綠區，家庭源自江陵崔氏，有一位姐姐及一位哥哥。2018年8月，在練習生時期曾與團員共同在美國培訓。

### 2019年至今：TXT
1月13日，所屬社釋出了SOOBIN概念照及影片。
3月4日，透過Mnet的慶祝出道特輯節目《TOMORROW X TOGETHER Debut Celebration Show presented by Mnet》於韓國正式出道，並發行首張迷你專輯《The Dream Chapter: STAR》。
3月21日，與YEONJUN及VIXXRavi一同擔任《M! Countdown》特別MC。
4月28日，與YEONJUN及SBS播音員張睿元一同擔任《SUPER CONCERT IN 光州》特別MC。
12月8日，與YEONJUN一同擔任《人氣歌謠》特別MC。

### 2020年：Music Bank主持人
1月15日，以TOMORROW X TOGETHER成員發行出道單曲《MAGIC HOUR》於日本出道。
7月24日，SOOBIN成為KBS音樂節目《Music Bank》的主持人，並與Oh My Girl成員Arin擔任共同主持。
12月24日，SOOBIN憑着KBS音樂節目《Music Bank》成功入圍2020 KBS演藝大賞「最佳情侶獎」和「新人獎」兩個獎項。

## 音樂作品
— 所屬團體之作品請參閱 TXT音樂作品列表。

### 翻唱歌曲
| 年份   | 發佈日期 | 歌曲名稱               | 原曲名稱               | 原唱歌手 | 合作團員         |
| 2020年 | 4月25日  | Confession of a friend | Confession of a friend | 2AM      | BEOMGYU、TAEHYUN |

## 影視作品
— 所屬團體之作品請參閱 TXT影視作品列表。

### 綜藝節目
| 年份   | 播放日期 | 電視台 | 節目名稱     | 備註                         |
| 2020年 | 7月24日  | KBS    | 《Studio K》 | 與Oh My Girl成員Arin共同出演 |
| 2020年 | 12月11日 | KBS    | 《Studio K》 | 與Oh My Girl成員Arin共同出演 |

### 電視劇
| 年份   | 電視台 | 節目名稱             | 角色                           | 備註     |
| 2025年 | tvN    | 《機智住院醫生生活》 | 為男團HI-BOYZ的成員，藝名：D.I | 特別出演 |

## 節目主持

### 固定主持
| 年份          | 播放日期                     | 電視台 | 節目名稱       | 合作藝人 | 備註     |
| 2020年-2021年 | 2020年7月24日－2021年10月1日 | KBS    | 《Music Bank》 | Arin     | 固定主持 |

### 特別主持
| 年份   | 播放日期 | 電視台      | 節目名稱                  | 合作藝人                 | 備註     |
| 2019年 | 3月12日  | SBS MTV     | 《THE SHOW》              | 不適用                   | 特別主持 |
| 2019年 | 3月14日  | Mnet        | 《M! Countdown》          | YEONJUN                  | 特別主持 |
| 2019年 | 3月17日  | SBS         | 《人氣歌謠》              | YEONJUN                  | 特別主持 |
| 2019年 | 3月21日  | Mnet        | 《M! Countdown》          | YEONJUN、Ravi（VIXX）    | 特別主持 |
| 2019年 | 4月28日  | SBS         | 《Super Concert》         | YEONJUN                  | 特別主持 |
| 2019年 | 10月31日 | Mnet        | 《M! Countdown》          | 不適用                   | 特別主持 |
| 2019年 | 12月8日  | SBS         | 《人氣歌謠》              | YEONJUN、李娜恩（APRIL） | 特別主持 |
| 2021年 | 10月29日 | KBS Cool FM | 《DAY6's Kiss The Radio》 | 不適用                   | 特別DJ   |
| 2023年 | 2月10日  | KBS         | 《Music Bank》            | 不適用                   | 特別主持 |
| 2023年 | 10月27日 | KBS         | 《Music Bank》            | 李彩玟                   | 特別主持 |

### 活動主持
| 年份   | 活動日期 | 活動名稱                     | 合作藝人        | 備註           |
| 2019年 | 4月28日  | SBS《SUPER CONCERT IN 光州》 | YEONJUN、張睿元 | 特別主持       |
| 2020年 | 12月18日 | KBS《2020 KBS歌謠大祝祭》    | Arin            | 待機室特別主持 |
| 2020年 | 12月24日 | KBS《2020 KBS演藝大獎》      | Arin            | 特別主持       |
| 2025年 | 6月21日  | 第34屆首爾歌謠大賞           | 薇娟、姜昇潤    | 典禮主持       |

## 合作舞台
| 年份   | 合作日期 | 節目名稱                       | 舞台名稱        | 合作藝人 | 備註 |
| 2020年 | 7月24日  | 《Music Bank》                 | Hawaiian Couple | Arin     |      |
| 2020年 | 7月24日  | 《Music Bank》                 | Dolphin         | Arin     |      |
| 2020年 | 7月24日  | 《Music Bank》                 | Run Away        | Arin     |      |
| 2021年 | 7月23日  | 《Music Bank》                 | Secret Garden   | Arin     |      |
| 2021年 | 7月23日  | 《Music Bank》                 | No rules        | Arin     |      |
| 2023年 | 12月14日 | 《Music Bank》 GLOBAL FESTIVAL | Blue hour       | Arin     |      |
| 2023年 | 12月14日 | 《Music Bank》 GLOBAL FESTIVAL | Dun Dun Dance   | Arin     |      |

## 獎項與榮譽
— 所屬團體之獎項請參閱 TXT獲獎及提名列表。
| 年份   | 頒獎典禮         | 獎項       | 作品       | 備註 | 結果 |
| 2020年 | 2020 KBS演藝大賞 | 最佳情侶獎 | Music Bank |      | 獲獎 |
| 2020年 | 2020 KBS演藝大賞 | 新人獎     | Music Bank |      | 提名 |

### 其他榮譽
| 年份   | 獲獎項目                            |
| 2020年 | - TC Candler全球100張最帥面孔第52位 |
| 2021年 | TC Candler全球100張最帥面孔第80位   |

## 外部連結
- TOMORROW X TOGETHER （页面存档备份，存于） 官方Twitter
- 崔秀彬的Instagram帳戶